# Райнер, Фриц
Фриц Ра́йнер, также — Ре́йнер (нем. Fritz Reiner, полное имя — Фре́дерик Ма́ртин Райнер, в Венгрии — Фри́дьеш Ре́йнер, венг. Reiner Frigyes; 19 декабря 1888, Будапешт ― 15 ноября 1963, Нью-Йорк) ― венгерский и американский дирижёр.

## Биография
Райнер родился в еврейской семье, первые уроки игры на фортепиано получил от матери. В 15 лет он поступил в Будапештскую академию музыки имени Листа, где учился у Белы Бартока (фортепиано) и Ганса Кёсслера (композиция и дирижирование), изучал также право в Будапештском университете. Как дирижёр дебютировал в возрасте 19 лет, заменив заболевшего капельмейстера Будапештской оперы на представлении оперы Бизе «Кармен». В 1910―1914 работал в оперном театре в Лайбахе (ныне Любляна), затем получил место одного из двух главных капельмейстеров Дрезденской придворной (позднее ― Государственной) оперы. Во время работы в этом театре Райнер познакомился с Рихардом Штраусом, ставшим на многие годы его близким другом. Штраус, наряду с Артуром Никишем, оказал на развитие творческих взглядов Райнера существенное влияние.
В 1921 Райнер эмигрировал в США, где возглавлял ведущие оркестры страны: Симфонический оркестр Цинциннати (1922―1931), Питтсбургский симфонический оркестр (1938―1948), наконец, Чикагский симфонический оркестр (1953―1963), подняв исполнительский уровень этих коллективов до мировых стандартов и заслужив себе блестящую репутацию. Райнер выступал в качестве приглашённого дирижёра с Нью-Йоркским и Филадельфийским оркестрами, а также в Будапеште, Стокгольме, Вене, Манчестере, Риме, Барселоне и других европейских городах. Среди осуществлённых им премьер — «Ода Аполлону» Артура Блисса (1927), опера Джанкарло Менотти «Амелия идёт на бал» (1937) и посвящённый Райнеру Концерт для двух фортепиано, ударных и оркестра Белы Бартока (1943; переработка более известной Сонаты для двух фортепиано и ударных). В 1931―1941 он преподавал в Кёртисовском институте музыки, среди его учеников ― Леонард Бернстайн и Лукас Фосс. С 1948 по 1953 Райнер работал в Метрополитен-опера, где осуществил знаковые постановки «Саломеи» Р. Штрауса и «Кармен» Бизе, а также продирижировал американской премьерой оперы Игоря Стравинского «Похождения повесы». Незадолго до смерти он планировал возвращение в этот театр и готовил к постановке оперу Вагнера «Гибель богов».
За время работы с Чикагским симфоническим оркестром Райнер сделал ряд записей на фирме RCA Victor, среди которых наиболее выделяются сочинения Бартока (Концерт для оркестра и Музыка для струнных, ударных и челесты), Дебюсси, Равеля, Хованесса, Римского-Корсакова, Рихарда Штрауса. На компакт-дисках изданы также более ранние записи Райнера с радиопередач (в том числе премьера Концерта для кларнета Аарона Копленда с Бенни Гудменом) и оперных спектаклей.